# NGC 66

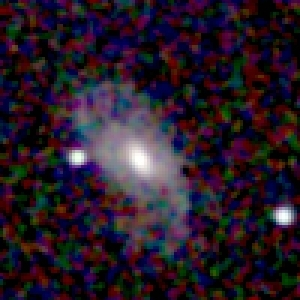
NGC 66 par 2MASS (proche-infrarouge)

NGC 66 est une galaxie spirale barrée située dans la constellation de la Baleine. NGC 66 a été découverte par l'astronome américain Frank Müller en 1886.

## Caractéristiques
Sa vitesse par rapport au fond diffus cosmologique est de 7 297 ± 24 km/s, ce qui correspond à une distance de Hubble de 107,6 ± 7,5 Mpc (∼351 millions d'al).
La classe de luminosité de NGC 66 est II et elle présente une large raie HI. De plus, elle renferme des régions d'hydrogène ionisé.
À ce jour, six mesures non basées sur le décalage vers le rouge (redshift) donnent une distance de 91,567 ± 4,481 Mpc (∼299 millions d'al), ce qui est légèrement à l'extérieur des valeurs de la distance de Hubble. Notons cependant que c'est avec la valeur moyenne des mesures indépendantes, lorsqu'elles existent, que la base de données NASA/IPAC calcule le diamètre d'une galaxie et qu'en conséquence le diamètre de NGC 66 pourrait être d'environ 44,4 kpc (∼145 000 al) si on utilisait la distance de Hubble pour le calculer. 